# Raginpert
Raginpert, död 701, var kung av det langobardiska riket mellan 701 och 701. 